# Bukiniczia
Bukiniczia é um género botânico pertencente à família Plumbaginaceae. É nativa do Paquistão e do Afeganistão e floresce em julho.